# Android 1.0
Android 1.0 é a primeira versão do sistema operacional móvel Android desenvolvida pela empresa Google. A versão foi lançada em 23 de setembro de 2008, em cerca de um mês após a criação da Open Handset Alliance, inicialmente apenas para o HTC Dream. A versão foi lançada com muitas funcionalidades. Para desenvolvedores, a plataforma Android 1.0 é disponibilizada como um componente que pode ser baixado para o Android SDK.

## Pacotes de SDK
23 de setembro de 2008: 1.0_r1
12 de novembro de 2008: 1.0_r2

## Mudanças

### v1.0 (API 1)
| Versão | Data de lançamento                 | Características |
| ------ | ---------------------------------- | --- |
| 1.0    | 23 de setembro de 2008; há 14 anos | - Aplicação Android Market realiza download e atualiza aplicativos através do aplicativo Market; - Navegador Web para exibir, dar zoom e suporte total a páginas em HTML e XHTML - múltiplas páginas são mostradas em janelas ("cards"); - Suporte a câmara - entretanto, nesta versão faltavam opções de alterar a resolução da câmara, balanço branco, qualidade, etc; - Pastas que permitem o agrupamento de vários ícones de apps em um único ícone de pasta na tela inicial; - Acesso a servidores de email na web, com suporte para POP3, IMAP4 e SMTP; - Sincronização do Gmail com a app Gmail; - Sincronização do Google Contatos com a app Pessoas (People em Inglês); - Sincronização do Google Calendar com o aplicativo Calendário (Calendar em Inglês); - Google Maps com o Street View para visualizar mapas e imagens de satélite, além de encontrar empresas locais e obter instruções de direção usando GPS; - Google Sync, permitindo o gerenciamento da sincronização over-the-air do Gmail, People e Calendar; - Google Search, permitindo que os usuários pesquisem na Internet e em aplicativos de telefone, contatos, calendário, etc; - Mensagens instantâneas do Google Talk; - Mensageiro instantâneo, mensagens de texto e serviço de mensagens multimídia; - Reprodutor de mídia, permitindo o gerenciamento, importação e reprodução de arquivos de mídia - no entanto, esta versão não tinha suporte para vídeo e Bluetooth estéreo; - As notificações aparecem na barra de status, com opções para definir toque, LED ou alertas de vibração; - O Voice Dialer permite discar e fazer chamadas sem digitar um nome ou número; - O papel de parede permite que o usuário defina a imagem ou foto de fundo por trás dos ícones e widgets da tela inicial; - Player de vídeo do YouTube; - Outros aplicativos incluem: Despertador, Calculadora, Discador (telefone), Tela inicial (Iniciador), Imagens (Galeria) e Configurações; - Suporte para Wi-Fi e Bluetooth. |